# Спомени от Македония
Спомени от Македония (на английски: Fighting the Turk in the Balkans; an American's adventures with the Macedonian revolutionists) е книга на Артър Смит, публикувана за пръв път в Ню Йорк, САЩ през 1908 година. Книгата е издадена на български през 1983 година от Издателство на Отечествения фронт.
В книгата се описва българския характер на революционната борба в Македония. През есента на 1907 година Артър Смит се присъединява към неврокопската чета на Петър Милев с помощта на Божидар Татарчев, преживяванията с която описва в редица кореспонденции до нюйоркския вестник „Ивнинг пост“, а после в самостоятелна книга.